# Élections législatives de 1898 dans les Côtes-du-Nord
Les élections législatives  dans les Côtes-du-Nord ont lieu les dimanche 8 mai 1898 et 22 mai 1898. Elles ont pour but d'élire les députés représentant le département à la Chambre des députés pour un mandat de quatre années.

## Élections partielles (1893-1898)

### Lannion-1
Charles de Kergariou (Monarchiste) est décédé le 21 mars 1897.
Henri Derrien (Monarchiste) est élu lors de la partielle du 30 mai 1897.

## Députés sortants
|  | Paul Le Troadec                 | Radical             | Conseiller général et maire de Lézardrieux. Agriculteur.                          |
|  | Louis Armez *                   | Opportuniste        | Ancien député, conseiller général de Paimpol, maire de Plourivo. Ingénieur civil. |
|  | Pierre Le Moign                 | Opportuniste        | Conseiller général de Gouarec. Président du comice agricole.                      |
|  | Albert Jacquemin *              | Républicain libéral | Conseiller municipal de Dinan. Avocat.                                            |
|  | Frédéric Rioust de Largentaye * | Monarchiste         | Conseiller général de Plancoët, maire de Saint-Lormel. Propriétaire agricole.     |
|  | Henri Derrien                   | Monarchiste         | Conseiller général et maire de Lannion. Avocat.                                   |
|  | Robert de Tréveneuc             | Monarchiste         | Capitaine de cavalerie.                                                           |
|  | René Le Cerf *                  | Monarchiste         | Conseiller général et maire de Mûr. Docteur en droit, Propriétaire agricole.      |
|  | Charles de La Noue *            | Monarchiste         | Conseiller général de Collinée. Ancien zouave pontifical, Licencié en droit.      |

## Mode de scrutin
L'élection se fait au scrutin d'arrondissement, soit un mode uninominal majoritaire à deux tours. 
La circonscription pour l'élection est l'arrondissement. 
Le scrutin est individuel, chaque arrondissement élisant un député. 
Les arrondissements qui ont plus de cent mille habitants sont divisés. Dans ce cas on élit un député par circonscription électorale.
Seul l'arrondissement de Loudéac n'est pas divisé en deux.
L'article 18 précise qu'il faut réunir pour être élu au premier tour :
1. La majorité absolue des suffrages exprimés ;
2. Un nombre de suffrages égal au quart des électeurs inscrits.

Au deuxième tour la majorité relative suffit. En cas d'égalité c'est le plus âgé qui est élu.

## Résultats

### Arrondissement de Dinan

#### 1recirconscription
Dinan-1 regroupe les cantons de Dinan-Ouest, Dinan-Est, Évran, Ploubalay et de Caulnes.
| Candidats      | Candidats          | Étiquette      | Premier tour | Premier tour |
| Candidats      | Candidats          | Étiquette      | Voix         | %            |
| -------------- | ------------------ | -------------- | ------------ | ------------ |
|                | Albert Jacquemin * | Libéral        | 9 713        | 92,53        |
|                |                    |                |              |              |
| Inscrits       | Inscrits           | Inscrits       | 15 939       | 100,00       |
| Votants        | Votants            | Votants        | 10 497       | 65,86        |
| Abstention     | Abstention         | Abstention     | 5 442        | 34,14        |
| Blancs et nuls | Blancs et nuls     | Blancs et nuls | 784          | 7,47         |
| Exprimés       | Exprimés           | Exprimés       | 9 713        | 92,53        |

*sortant

#### 2ecirconscription
Dinan-2 regroupe les cantons de Broons, Jugon-les-Lacs, Matignon, Plancoët et de Plélan-le-Petit.
| Candidats      | Candidats                       | Étiquette      | Premier tour | Premier tour |
| Candidats      | Candidats                       | Étiquette      | Voix         | %            |
| -------------- | ------------------------------- | -------------- | ------------ | ------------ |
|                | Frédéric Rioust de Largentaye * | Monarchiste    | 8 019        | 76,14        |
|                |                                 |                |              |              |
| Inscrits       | Inscrits                        | Inscrits       | 17 034       | 100,00       |
| Votants        | Votants                         | Votants        | 11 573       | 67,94        |
| Abstention     | Abstention                      | Abstention     | 5 461        | 32,06        |
| Blancs et nuls | Blancs et nuls                  | Blancs et nuls | 2 761        | 23,86        |
| Exprimés       | Exprimés                        | Exprimés       | 8 812        | 76,14        |

*sortant

### Arrondissement de Guingamp

#### 1recirconscription
Guingamp-1 regroupe les cantons de Bégard, Belle-Isle-en-Terre, Guingamp, Plouagat et de Pontrieux.
| Candidats      | Candidats             | Étiquette      | Premier tour | Premier tour |
| Candidats      | Candidats             | Étiquette      | Voix         | %            |
| -------------- | --------------------- | -------------- | ------------ | ------------ |
|                | Yves Riou             | Progressiste   | 6 879        | 56,84        |
|                | Robert de Tréveneuc * | Monarchiste    | 5 224        | 43,16        |
|                |                       |                |              |              |
| Inscrits       | Inscrits              | Inscrits       | 15 976       | 100,00       |
| Votants        | Votants               | Votants        | 12 252       | 76,69        |
| Abstention     | Abstention            | Abstention     | 3 724        | 23,31        |
| Blancs et nuls | Blancs et nuls        | Blancs et nuls | 149          | 1,22         |
| Exprimés       | Exprimés              | Exprimés       | 12 103       | 98,78        |

*sortant

#### 2ecirconscription
Guingamp-2 regroupe les cantons de Bourbriac, Callac, Maël-Carhaix, Rostrenen et de Saint-Nicolas-du-Pélem.
Pierre Le Moign (Progressiste), élu depuis 1893, ne se représente pas.
| Candidats      | Candidats             | Étiquette          | Premier tour | Premier tour |
| Candidats      | Candidats             | Étiquette          | Voix         | %            |
| -------------- | --------------------- | ------------------ | ------------ | ------------ |
|                | Frédéric de Kerouartz | Monarchiste        | 6 918        | 55,07        |
|                | Guillaume Quéré       | Union progressiste | 5 644        | 44,13        |
|                |                       |                    |              |              |
| Inscrits       | Inscrits              | Inscrits           | 16 735       | 100,00       |
| Votants        | Votants               | Votants            | 12 596       | 75,27        |
| Abstention     | Abstention            | Abstention         | 4 139        | 24,73        |
| Blancs et nuls | Blancs et nuls        | Blancs et nuls     | 34           | 0,27         |
| Exprimés       | Exprimés              | Exprimés           | 12 562       | 99,73        |

### Arrondissement de Lannion

#### 1recirconscription
Lannion-1 regroupe les cantons de Lannion, Plestin-les-Grèves et de Plouaret.
Charles de Kergariou (Monarchiste) est décédé le 21 mars 1897.
Henri Derrien (Monarchiste) est élu lors de la partielle du 30 mai 1897.
| Candidats      | Candidats       | Étiquette      | Premier tour | Premier tour |
| Candidats      | Candidats       | Étiquette      | Voix         | %            |
| -------------- | --------------- | -------------- | ------------ | ------------ |
|                | Henri Derrien * | Monarchiste    | 6 871        | 82,08        |
|                | Charles Rolland | Radical        | 1 138        | 13,60        |
|                |                 |                |              |              |
| Inscrits       | Inscrits        | Inscrits       | 13 153       | 100,00       |
| Votants        | Votants         | Votants        | 9 060        | 68,88        |
| Abstention     | Abstention      | Abstention     | 4 093        | 21,12        |
| Blancs et nuls | Blancs et nuls  | Blancs et nuls | 689          | 7,42         |
| Exprimés       | Exprimés        | Exprimés       | 8 371        | 92,40        |

*sortant

#### 2ecirconscription
Lannion-2 regroupe les cantons de Lézardrieux, Perros-Guirrec, La Roche-Derrien et de Tréguier.
| Candidats      | Candidats                            | Étiquette      | Premier tour | Premier tour |
| Candidats      | Candidats                            | Étiquette      | Voix         | %            |
| -------------- | ------------------------------------ | -------------- | ------------ | ------------ |
|                | Paul Le Troadec *                    | Radical        | 5 694        | 54,34        |
|                | Henri de Nompère de Champagny (fils) | Monarchiste    | 4 785        | 45,66        |
|                |                                      |                |              |              |
| Inscrits       | Inscrits                             | Inscrits       | 14 641       | 100,00       |
| Votants        | Votants                              | Votants        | 10 719       | 73,21        |
| Abstention     | Abstention                           | Abstention     | 3 922        | 26,79        |
| Blancs et nuls | Blancs et nuls                       | Blancs et nuls | 236          | 2,20         |
| Exprimés       | Exprimés                             | Exprimés       | 10 483       | 97,80        |

*sortant

### Arrondissement de Loudéac
L’arrondissement de Loudéac regroupait les cantons de La Chèze, Collinée, Corlay, Gouarec, Loudéac, Merdrignac, Mûr-de-Bretagne, Plouguenast et d'Uzel.
René Le Cerf (Monarchiste), élu depuis 1888, ne se représente pas.
| Candidats      | Candidats       | Étiquette      | Premier tour | Premier tour |
| Candidats      | Candidats       | Étiquette      | Voix         | %            |
| -------------- | --------------- | -------------- | ------------ | ------------ |
|                | Eugène Mando    | Progressiste   | 11 402       | 57,93        |
|                | Guillaume Limon | Monarchiste    | 8 280        | 42,07        |
|                |                 |                |              |              |
| Inscrits       | Inscrits        | Inscrits       | 24 622       | 100,00       |
| Votants        | Votants         | Votants        | 19 722       | 80,10        |
| Abstention     | Abstention      | Abstention     | 4 900        | 19,90        |
| Blancs et nuls | Blancs et nuls  | Blancs et nuls | 40           | 0,20         |
| Exprimés       | Exprimés        | Exprimés       | 19 682       | 99,80        |

### Arrondissement de Saint-Brieuc

#### 1recirconscription
Saint-Brieuc-1 regroupait les cantons de Châtelaudren, Étables, Lanvollon, Paimpol, Plouha et de Saint-Brieuc-Nord.
| Candidats      | Candidats      | Étiquette      | Premier tour | Premier tour |
| Candidats      | Candidats      | Étiquette      | Voix         | %            |
| -------------- | -------------- | -------------- | ------------ | ------------ |
|                | Louis Armez *  | Progressiste   | 10 945       | 83,31        |
|                |                |                |              |              |
| Inscrits       | Inscrits       | Inscrits       | 23 029       | 100,00       |
| Votants        | Votants        | Votants        | 13 145       | 57,08        |
| Abstention     | Abstention     | Abstention     | 9 884        | 42,92        |
| Blancs et nuls | Blancs et nuls | Blancs et nuls | 1 847        | 14,05        |
| Exprimés       | Exprimés       | Exprimés       | 11 298       | 85,95        |

*sortant

#### 2ecirconscription
Saint-Brieuc-2 regroupait les cantons de Lamballe, Moncontour, Pléneuf, Plœuc, Quintin et de Saint-Brieuc-Midi.
| Candidats      | Candidats            | Étiquette          | Premier tour | Premier tour |
| Candidats      | Candidats            | Étiquette          | Voix         | %            |
| -------------- | -------------------- | ------------------ | ------------ | ------------ |
|                | Ambroise Philippe    | Union progressiste | 9 597        | 51,32        |
|                | Charles de La Noue * | Monarchiste        | 9 105        | 48,68        |
|                |                      |                    |              |              |
| Inscrits       | Inscrits             | Inscrits           | 24 678       | 100,00       |
| Votants        | Votants              | Votants            | 18 870       | 76,47        |
| Abstention     | Abstention           | Abstention         | 5 808        | 23,53        |
| Blancs et nuls | Blancs et nuls       | Blancs et nuls     | 168          | 0,89         |
| Exprimés       | Exprimés             | Exprimés           | 18 702       | 99,11        |

*sortant

## Députés élus
| Députés | Députés                         | Parti               | Fonctions lors de l'élection en 1898                                              |
| ------- | ------------------------------- | ------------------- | --------------------------------------------------------------------------------- |
|         | Paul Le Troadec *               | Radical             | Conseiller général et maire de Lézardrieux. Agriculteur.                          |
|         | Ambroise Philippe               | Union progressiste  | Conseiller municipal de Quintin. Tanneur.                                         |
|         | Louis Armez *                   | Progressiste        | Ancien député, conseiller général de Paimpol, maire de Plourivo. Ingénieur civil. |
|         | Eugène Mando                    | Progressiste        | Conseiller général de Plouguenast. .                                              |
|         | Yves Riou                       | Progressiste        | Conseiller général et maire de Guingamp. Avocat.                                  |
|         | Albert Jacquemin *              | Républicain libéral | Conseiller municipal de Dinan. Avocat.                                            |
|         | Frédéric Rioust de Largentaye * | Monarchiste         | Conseiller général de Plancoët, maire de Saint-Lormel. Propriétaire agricole.     |
|         | Henri Derrien *                 | Monarchiste         | Conseiller général et maire de Lannion. Avocat.                                   |
|         | Frédéric de Kerouartz           | Monarchiste         | Conseiller général de Callac. Propriétaire terrien.                               |